# Ліфука
Ліфука (тонг. Lifuka; англ. Lifuka) — острів у північно-східній частині острівної групи Хаапай округу Хаапай (Королівство Тонга), в південно-західній частині Тихого океану.

## Історія
Острів Ліфука був відкритий європейцям англійським мандрівником Джеймсом Куком у 1774 році, через дружелюбність місцевих племен, він назвав острови Тонги — «Островами Дружби», ця неофіційна назва островів часом використовується наряду з офіційною. Поряд з островом, на острові Тофуа у 1789 році зробила невдалу спробу висадитися частина команди на чолі з англійським капітаном Вільямом Блаєм з бунтівного корабля Баунті, після чого вони здійснили найдовшу (6701 км) успішну на той час подорож до острова Тимор у невеликому відкритому човні без сучасних навігаційних засобів, маючи тільки секстант і кишеньковий годинник — без будь-яких карти та компаса. Ця подорож була успішно відтворена у 2009 році командою «Talisker Bounty».
Острів Ліфука був кінцем останньої нещасливої подорожі англійського корабля «Порт-о-Пренс», де місцеві жителі, у 1806 році на північно-західному узбережжі острова атакували це китобійне судно, яке використовували як капер для перевезення невільників, вбивши більшу частину команди, а корабель затопили. Один з небагатьох членів команди, що залишилися в живих після нападу, Вільям Маринер, подружився з королем і провів наступні чотири роки в Королівстві Тонга, перш ніж йому дозволили повернутися в Англію. Випадкова зустріч з англійським метеорологом і лікарем Джоном Мартіном по його поверненні на батьківщину, привели до співпраці, що в кінцевому підсумку було втілено у книгу документального опису Маринера, який включив відомості про уродженців Тонганських островів, з використанням оригінальної граматики та лексики їх мови. Якір корабля «Порт-о-Пренс» був знайдений водолазами у 2009 році поблизу острова Ліфука. У серпні 2012 року біля берегів острова Фоа, було виявлено місце затоплення і самого судна.

## Географія
Кораловий острів Ліфука розташований у північно-східній частині острівної групи Хаапай, за 1,1 км на північний схід від острова Уолева та за 0,64 км на південний захід від Фоа, з яким він з'єднаний мостом, і за 160 км на північ — північний схід від головного острова країни — Тонгатапу. За 68 км на захід розташовані два вулканічні острови Тофуа та Као, на якому розташований найвищий однойменний вулкан всього архіпелагу Тонга висотою 1030 м. Площа острова — 11,42 км². Острів простягся з південного заходу на північний схід на 8,1 км, при максимальній ширині 2,7 км. Довжина берегової лінії близько 21,8 км. Максимальна висота 14 м. У місті Пангаї є порт. На півночі острова розташований єдиний аеропорт островів Хаапай — «Salote Pilolevu».
Острів майже повністю покритий заростями: манго, папаї, маніоку, ямсу і, звичайно, кокосових пальм.

## Населення
Зміна чисельності населення острова Ліфука за переписом станом на листопад місяць, з 1996 по 2011 роки:
| Роки                        | 1996  | 2006   | 2011   |
| --------------------------- | ----- | ------ | ------ |
| Чисельність населення, осіб | 2,966 | ▲2,967 | ▼2,410 |

Всього на острові 5 населених пунктів, найбільший з них адміністративний центр округу Хаапай та району Пангаї — місто Пангаї (1,211 осіб, 2011), а також села: Коуло, Холопека, Ха'ато'у, Тонголелека. Два останніх розташовані на південній околиці Пангаї, в деяких джерелах вказують як одне під назвою Тонголелека або Хіхіфо (844 особи, 2011).